# Wilhelm Röpke
Wilhelm Röpke (ur. 10 października 1899 w Schwarmstedt koło Hanoweru, zm. 12 lutego 1966 w Genewie) – niemiecki ekonomista, współtwórca ordoliberalizmu i koncepcji społecznej gospodarki rynkowej.

## Życiorys
Wilhelm Röpke dorastał w liberalnej rodzinie lekarskiej. Po maturze rozpoczął w 1917 r. studia prawnicze i politologiczne w Getyndze, następnie w Tybindze i Marburgu. Tam zmienił kierunek studiów na ekonomiczne, które ukończył z wyróżnieniem w 1921 r. Dzięki temu został asystentem prof. Waltera Troeltscha. W 1922 r. uzyskał tytuł prywatnego docenta ekonomii politycznej Uniwersytetu w Marburgu i w wieku 24 lat został najmłodszym profesorem Uniwersytetu w Jenie.
Przebywał również gościnnie w USA w Fundacji Rockefellera. Później pracował także na Uniwersytecie w Grazu i Marburgu. Zaangażował się także w sprawy polityczne. Pod pseudonimem „Ulrich Unfried” pisywał artykuły skierowane przeciwko koncepcjom gospodarczym korporacjonistycznym i skrajnie konserwatywnym. Ostrzegał również przed zwycięstwem wyborczym NSDAP. Jako znany przeciwnik nazizmu opuścił w 1933 r. Niemcy i wyjechał do Turcji, gdzie rozpoczął wykłady na Uniwersytecie w Stambule. Tam powstała jego najbardziej znana książka: „Die Lehre von der Wirtschaft” (Nauka o gospodarce), która stała się teoretyczną podstawą późniejszych publikacji Röpkego z zakresu ekonomii i polityki społecznej. Na przełomie 1937 i 1938 r. Röpke przenosi się do Genewy, gdzie podejmuje pracę w Instytucie Studiów Międzynarodowych. Jego doktorantem był tam Carl Zimmerer. W Genewie powstaje socjologiczno-filozoficzna trylogia Röpkego: „Gesellschaftskrisis der Gegenwart”, „Civitas humana”, „Internationale Ordnung”. Zarys tych prac przygotował jeszcze w Stambule wraz ze swoim naukowym przyjacielem Aleksandrem Rüstowem. Opisał w nich – zgodnie z założeniami przedstawicieli tzw. szkoły freiburskiej – swoje przemyślenia na temat porządku gospodarczego. W późniejszym czasie poglądy Röpkego stawały się coraz bardziej konserwatywne. Znalazły swój wyraz w książce „Jenseits von Angebot und Nachfrage”.

## Dzieła
- „Die Lehre von der Wirtschaft”, Berno, 1937.
- „Gesellschaftskrisis der Gegenwart”, Zurych, 1942.
- „Civitas Humana. Grundfragen der Gesellschafts- und Wirtschaftsreform”, Zurych, 1944.
- „Internationale Ordnung”, Zurych, 1945.
- „Jenseits von Angebot und Nachfrage”, 1958; 5 wydanie Berno 1979.
- „Mass und Mitte”, Erlenbach k. Zurych, 1950.
- „Wirrnis und Wahrheit”, Erlenbach k. Zurychu, ok. 1950.
- „Gegen die Brandung”, Erlenbach k. Zurychu, 1959.
- „Fronten der Freiheit”, Stuttgart, 1965.